# Mycerinopsis flavosignata
Mycerinopsis flavosignata là một loài bọ cánh cứng trong họ Cerambycidae.